# Andreas Ole Ohlendorff
Ole Ohlendorff (* 26. Februar 1958 in Winsen (Luhe)) ist ein norddeutscher freischaffender Künstler. Von ihm stammen u. a. die Musiker Porträtserien DEAD ROCK HEADS und ROCK LEGENDS ALIVE.

## Leben
Ohlendorff verbrachte Kindheit und Jugend an seinem Geburtsort Winsen (Luhe). Nach der Schulzeit ging er mit 17 Jahren nach Hamburg, wo er von 1975 bis 1981 unter anderem auch auf der Davidwache seinen Dienst als Polizist versah. Nach dem Ausscheiden aus dem Beamtenverhältnis und einer anschließenden Weltreise lebte Ohlendorff in Lüneburg, wo er von 1983 bis 1989 als Roadie, Werftarbeiter, Kurierfahrer und als Koch tätig war, und dabei autodidaktisch die Malerei studierte. 1990 kehrte er in seine Heimatstadt zurück und war 1993 Gründungsmitglied der Winsener Künstlergruppe KUNSTASYL und ein Jahr später auch Mitinitiator der Winsener Kulturtage.
2009 erhielt Ohlendorff den Blauen Löwen, den Kulturpreis des Landkreises Harburg. Mit diesem Kulturpreis werden Künstler aus der Kulturszene des Landkreises ausgezeichnet, das Preisgeld stiftet die Sparkasse Harburg-Buxtehude.
2023 erhielt Ohlendorff das Uwe Lüders Kunststipendium für sein Porträtprojekt "Gesichter einer Stadt".
Das Atelier von Ole Ohlendorff befindet sich in der KulturBäckerei Lüneburg.

## Werk
Seit 1990 arbeitet Ohlendorff als freischaffender bildender Künstler. Seine Gemälde sind vornehmlich neorealistisch. Sein Bilderzyklus DEAD ROCK HEADS ist eine malerische Hommage an verstorbene Musiker aus Rock, Beat, Pop, Blues, Jazz, Reggae, Soul und Punk. Im Jahr 1996 begonnen, umfasst die Serie mittlerweile 170 Porträts (Stand Juli 2024), die u. a. im Hamburger St. Pauli Museum, beim Burg Herzberg Festival, beim Baltic Blues Fest Eutin, der Popkomm in Berlin, beim weltgrößten Heavy Metal Festival in Wacken und im Deutschen Rock & Popmuseum in Gronau zu sehen waren. Ursprünglich war es für Ohlendorff ein ehernes Gesetz, ausschließlich den Toten ein Denkmal zu setzen. Doch weshalb nicht auch den Lebenden? Was posthum in Stein gemeißelt werden kann, wird ebenso gut auch ante mortem seinen Weg auf die Leinwand finden - Rock Legends Alive. Es entstanden so seit 2013 Porträts von Rocklegenden wie Slash (Guns ’n’ Roses), Steven Tyler (Aerosmith), Billy Gibbons (ZZ Top), Alice Cooper, Ozzy Osbourne (Black Sabbath), Bob Dylan, Iggy Pop, Neil Young, Ringo Starr und Paul McCartney (The Beatles) und natürlich auch von den Rolling Stones (Black & White Style)... dazu aber auch nationale Musikgrößen wie Udo Lindenberg, Steffi Stephan (Panikorchester), Jean-Jacques Kravetz (Panikorchester), Wolfgang Niedecken (BAP), Peter Maffay, Campino (Die Toten Hosen), Stefan Stoppok, Marius Müller-Westernhagen, Klaus Voormann (Manfred Man / Plastic Ono Band), Paul Botter (Elephant), Brian Setzer (Stray Cats), Little Steven (E-Street Band / The Disciples of Soul), Bruce Springsteen (E-Street Band), Eric Clapton, Carlos Santana, Doro Pesch, Patti Smith, Inga Rumpf und aktuell Bruce Dickinson (Iron Maiden). 

## Ausstellungen

### Einzelausstellungen (Auswahl)
- 1993: Stadttheater Itzehoe
- 1997: Hotel Residenz Hafen Hamburg
- 1997: Burg Herzberg Hippie-Festival
- 1998: Musikmesse Frankfurt
- 1999: Fehmarn Open Air / Jimi Hendrix Festival
- 2002: Goldschmiede & Galerie Fiedler / Murnau
- 2004: Rathaus Lüchow
- 2005: Heimatmuseum Jesteburg
- 2006: Galerie am Ritterhof, Salzgitter
- 2008: 19. Baltic Blues Fest Eutin
- 2008: Popkomm Berlin
- 2009: Empore Buchholz
- 2010: Kunsthaus Jesteburg
- 2010: hit-Technopark Hamburg-Harburg
- 2011: E.ON Avacon Lüneburg
- 2012: Galerie Dreiklang / Hannoversch-Münden
- 2013: Balver Höhle - German Kultrock Festival
- 2014: Galerie Reiner Wohnsinn / Kulmbach
- 2015: IHK Lüneburg
- 2015: KunstForum Gotha (Thüringen)
- 2016: rock’n’popmuseum Gronau (Westfalen)
- 2017: Lüneburg - Salon d´Hartz (Kunst am Stintmarkt)
- 2018: M44 Münster
- 2018: Hannover Gallery
- 2019: Galerie im Levantehaus Hamburg
- 2019: Park Hyatt Hotel Hamburg
- 2020: Galerie Esfandiary / Lüneburg
- 2020: wineBank Hamburg
- 2021: Hamburg-Barmbek - Pop Up Store
- 2024  Kloster Lüne / Lüneburg
- 2024  Marstall Winsen / Luhe

### Teilnahme an Gruppenausstellungen (Auswahl)
- 1994: Schamuhn Museum Uelzen, „Kunst gegen Rassismus“
- 1994: 1. Winsener Kulturtage
- 1996: St. Pauli Museum Hamburg
- 1996: Wanderausstellung „Krieg – Frieden – Kunst“, Hamburg-Harburg, Buchholz, Winsen
- 1998: Kunstwoche Jesteburg, Thema „Stille“
- 1998: Elb-Art, Alter Elbtunnel Hamburg
- 1999: Kunstverein Stade
- 2006: Von der Elbe bis zur Heide : Kunst im Landkreis Harburg in der Kunststätte Bossard
- 2008: rock’n’popmuseum Gronau (Westfalen)
- 2010: Bilder vom Menschen. Kunst im Landkreis Harburg in der Kunststätte Bossard, Jesteburg[2]
- 2011: Hamburg Art Week
- 2012: Berlin - Moving Poets (Jimi Hendrix - Künstler, Mythos & Inspiration)
- 2012: Reeperbahn Festival Hamburg
- 2013: W:O:A Wacken Open Air (W:O:ART-Wacken Foundation)
- 2017: ARTMUC München
- 2018: Millerntor Gallery Hamburg
- 2019: Musikmesse Frankfurt
- 2019: Popkiss Exhibition Schleswig
- 2020: Anna’s Art Affair Helgoland
- 2020: Reeperbahn Festival Hamburg
- 2020: Woodstock Exhibition Hamburg
- 2021: Art Innsbruck - Gemeinschafts-Skulptur „NO HATE“
- 2022: KulturBäckerei Lüneburg - Cross Your Mind Map
- 2024  KulturBäckerei Lüneburg - Künstlerische Intelligenz